# Wrestling Dontaku (2013)
Wrestling Dontaku 2013  fue la décima edición de Wrestling Dontaku, un evento pago por visión de lucha libre profesional producido por New Japan Pro-Wrestling. Tuvo lugar el 3 de mayo de 2013 desde el Fukuoka Kokusai Center en Fukuoka, Japón.
Esta fue la quinta edición consecutiva del evento en ser realizada en el Fukuoka Kokusai Center, y la décima en realizarse en la ciudad de Fukuoka, Japón. El evento fue notable por la formación de Bullet Club.

## Resultados

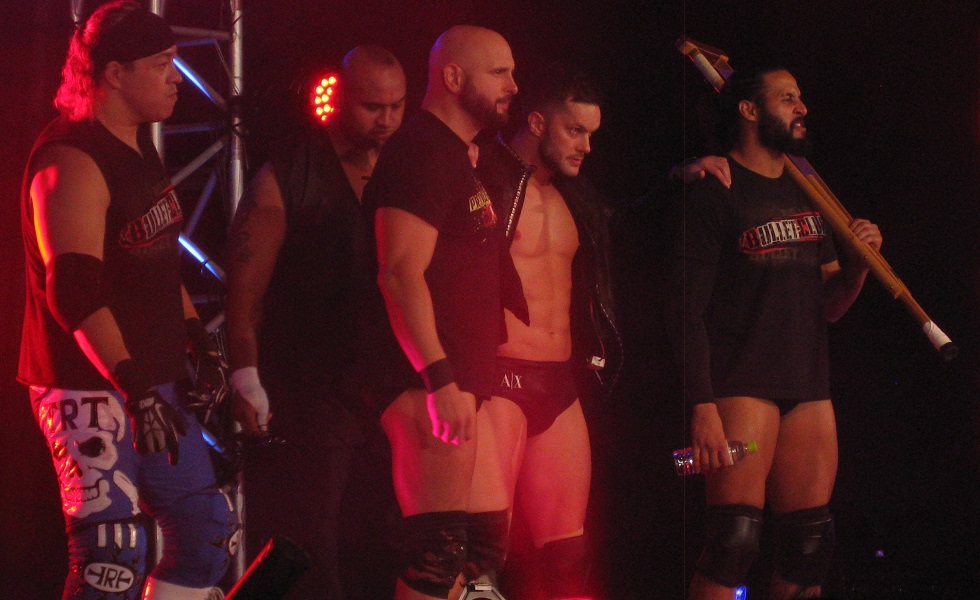
Bullet Club fue el inicio del stable.

- Dark match: Jushin Thunder Liger, Máximo, Tiger Mask y Yuji Nagata derrotaron a Chaos (Gedo, Jado, Tomohiro Ishii y Yoshi-Hashi). (7:04)
  - Máximo cubrió a Gedo después de un «Lou Thesx Press».
- Forever Hooligans (Alex Koslov & Rocky Romero) derrotaron a Time Splitters (Alex Shelley & KUSHIDA) (c) y ganaron el Campeonato en Parejas Peso Pesado Junior de la IWGP. (11:05)
  - Romero cubrió a KUSHIDA después de un «Contract Killer».
- Bad Luck Fale y Prince Devitt derrotaron a Captain New Japan y Ryusuke Taguchi. (5:28)
  - Fale cubrió a Captain después de un «Foot Stomp».
  - Después de la lucha, Fale y Devitt continúan el ataque y celebran su victoria.
- Tencozy (Hiroyoshi Tenzan & Satoshi Kojima) derrotaron a K.E.S. (Davey Boy Smith Jr. & Lance Archer) (c), Chaos (Takashi Iizuka & Toru Yano) y Muscle Orchestra (Manabu Nakanishi y Strong Man) en un Tag Team Fatal 4-Way Match y ganaron el Campeonato en Parejas de la IWGP. (10:40)
  - Kojima cubrió a Strong después de un «Lariat».
- Masato Tanaka (c) derrotó a Tomoaki Honma y retuvo el Campeonato de Peso Abierto NEVER (9:32).
  - Tanaka cubrió a Honma después de un «Sliding D».
- Togi Makabe derrotó a Yujiro Takahashi. (9:59)
  - Makabe cubrió a Takahashi después de un «King Kong Knee Drop».
- Hirooki Goto y Katsuyori Shibata terminaron sin resultado (11:39).
  - El encuentro resultó en empate cuando ambos recibieron un «doble KO».
- Hiroshi Tanahashi derrotó a Karl Anderson (con Tama Tonga) (12:52).
  - Tanahashi cubrió a Anderson después de un «High Fly Flow».
  - Después de la lucha, Prince Devitt interrumpe la celebración de Tanahashi y lo ataca.
  - Luego del ataque, Anderson y Tonga cambiaron a heel atacando a Tanahashi y deciden unirse a Devitt y dando inicio al stable Bullet Club.
- Shinsuke Nakamura (c) derrotó a Shelton Benjamin y retuvo el Campeonato Intercontinental de la IWGP (14:59).
  - Nakamura cubrió a Benjamin después de un «Bomba Ye».
- Kazuchika Okada (c) (con Gedo) derrotó a Minoru Suzuki y retuvo el Campeonato Peso Pesado de la IWGP (30:49).
  - Okada cubrió a Suzuki después de un «Rainmaker».